# Timur Khan

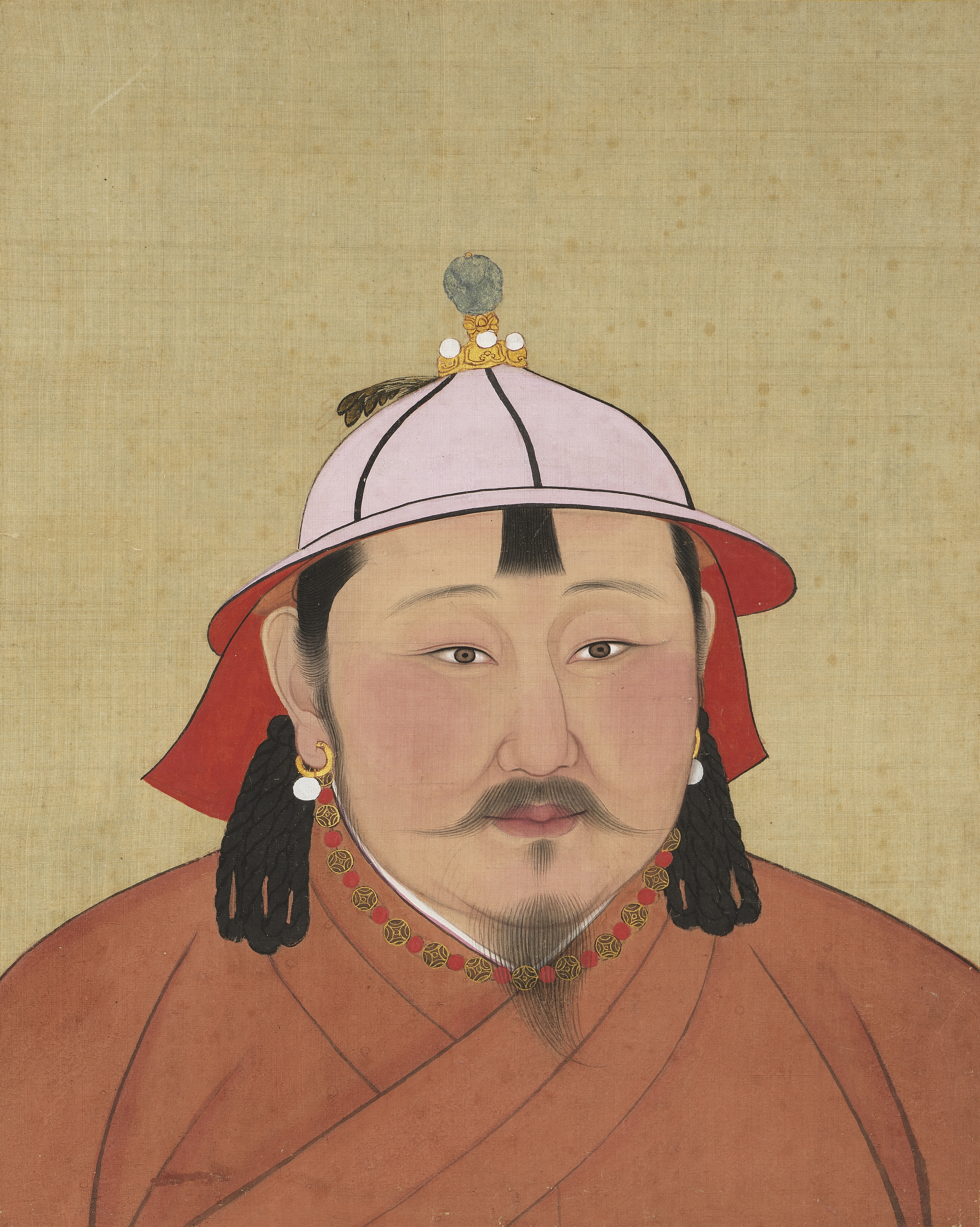
Zeitgenössische Darstellung von Timur Khan (Ausschnitt).

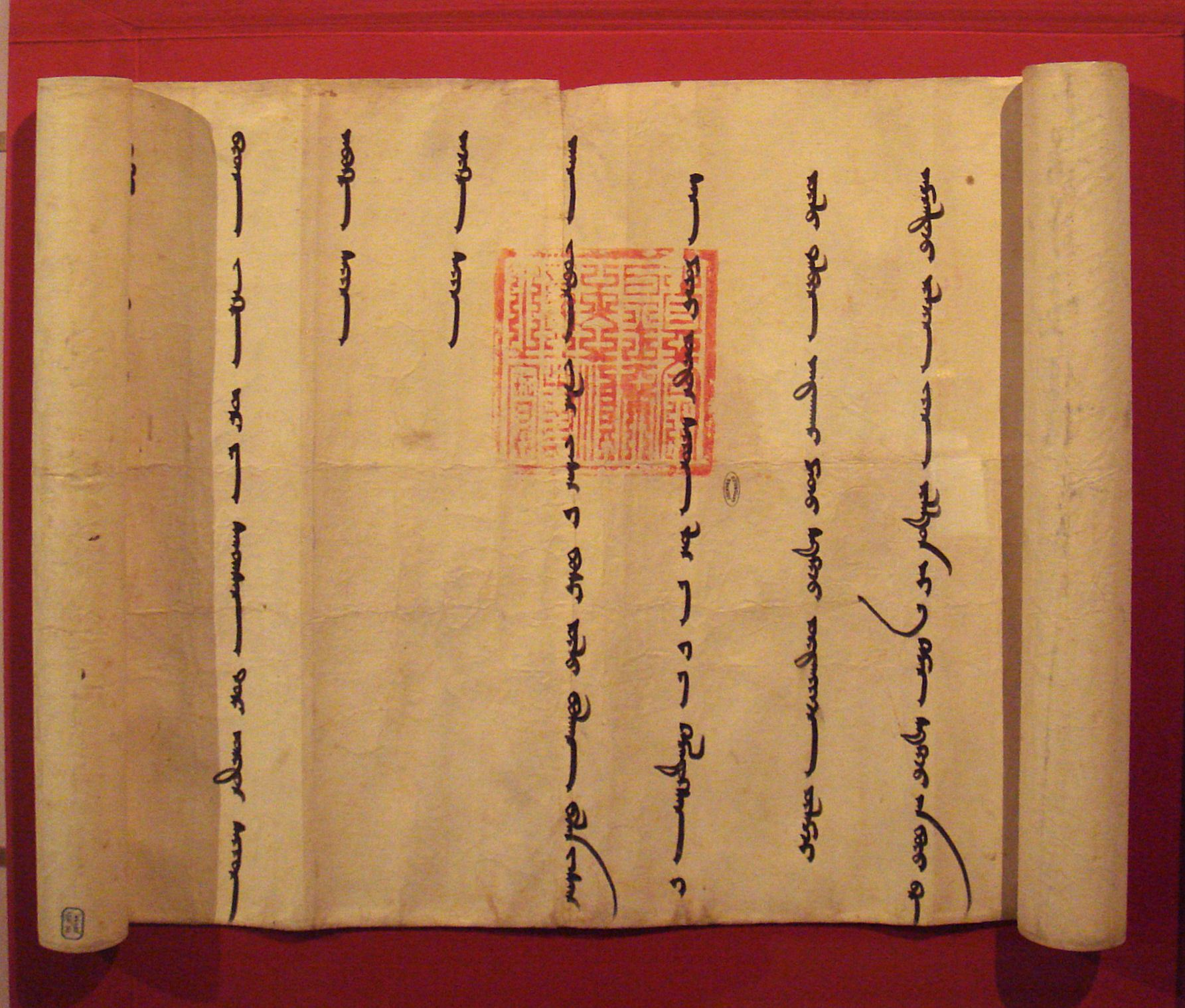
Der Brief des Ilchans an den französischen König, der den wiederhergestellten inneren Frieden im Mongolenreich erwähnt (1305).

Uldjaitu-Timur (mongolisch ᠥᠯᠵᠡᠶᠢᠲᠦ ᠲᠡᠮᠦᠷ Öljeyitü Temür) oder Uldjaitu-Timur Khan, kurz Timur Khan (auch Chengzong genannt; * 1265 in Peking; † 10. Februar 1307 in Peking) war ein Kaiser der mongolischen Yuan-Dynastie in China, Sohn Dschingkims und Enkel Kublai Khans. Er regierte von 1294 bis 1307 und galt als Förderer der Lehre des Konfuzius und mildtätiger Herrscher, der Kriege vermied.

## Regierung
Timur setzte sich u. a. mit Hilfe seiner Mutter Kökejin und des Feldherrn Bayan († 1295) gegen seinen Bruder Kamala durch. Die Auswahl war nicht groß: Timur war alkoholabhängig, aß auch zu viel und litt ab 1300 unter schwerer Gicht. Aber er vertrat die chinesischen Interessen. Kamala soll einen Sprachfehler und eine geringere Kenntnis der Jassa gehabt und das Leben in der Steppe bevorzugt haben.
Trotzdem wurde Timur ein besserer Kaiser, als es sein Großvater gedacht hatte. Er bemühte sich angeblich erfolgreich, von seiner Trunksucht loszukommen.
Um 1303 kam es zu einem großen Korruptionsskandal beim Getreidetransport. Zunächst waren nur zwei hohe Transportbeamte angeklagt, aber eine kaiserliche Untersuchung ergab bald die Verwicklung von 18.473 Beamten und Klerikern, einschließlich der höchsten Ministerebene, und einen illegalen Profit von mindestens 45.865 ting. Timur enthob die Beamten ihrer Posten, aber innerhalb von zwei Jahren waren zumindest die meisten Minister wieder im Amt.
Man verzeichnete zudem eine Inflation, so dass 1309/10 neues Papiergeld herausgegeben werden musste.
Timur hatte sich militärisch mit den beiden zentralasiatischen Khanen Qaidu und Du'a auseinanderzusetzen, die bereits Kublai Khan (besonders in seinen letzten Lebensjahren) Probleme bereitet hatten. Um 1300 scheint Timur die Initiative übernommen zu haben und zumindest insofern einen Erfolg erzielt zu haben, als Qaidu bei der Rückkehr von diesem Feldzug an einer Verwundung starb. Nach Qaidus Tod wurde er um 1303/04 von allen Mongolenkhanen noch einmal allgemein als mongolischer Khagan anerkannt, auch wenn das Reich längst nicht mehr einheitlich gelenkt wurde.
Im unmittelbaren Machtbereich der Yuan kam es zu neuen Spannungen, als der Prinz Ananda (Enkel Kublais und Statthalter von Gansu) mit einem Großteil seiner Truppen zum Islam übertrat. Timur missbilligte das und ließ Ananda vorübergehend gefangensetzen, wurde aber von seiner Mutter von der Notwendigkeit einer friedlichen Einigung überzeugt (1296). Fortan tolerierte er Anandas Verhalten.
In seinen letzten Lebensjahren regierten seine Frau Buluyan und einige Minister. Sie versuchten durch ihre Intrigen die spätere Thronbesteigung des erfolgreichen Prinzen Khaischan (Neffe Timurs) zu verhindern und schickten dafür u. a. dessen Mutter ins Exil.